# イヴォ・ピント
イヴォ・ピント（Ivo Pinto、1990年1月7日 - ）は、ポルトガル・アヴェイロ県サンタ・マリア・ダ・フェイラ出身のプロサッカー選手。フォルトゥナ・シッタート所属。ポジションはDF。

## 経歴

### 初期
いくつかのチームを経て、2008年にFCポルトのアカデミーに入団。2009年2月4日、タッサ・ダ・リーガのスポルティングCP戦でトップチームデビューを果たしたが、トップチームでの出場記録はこの1試合に終わった。その後は下位クラブへのレンタル移籍を繰り返し、2011年夏にリオ・アヴェFCに完全移籍した。

### ディナモ・ザグレブ
2013年6月30日、ルーマニアのCFRクルジュからディナモ・ザグレブに完全移籍。契約は4年で移籍金は300万ユーロが支払われた。
ディナモ・ザグレブでは2年半の在籍期間中、公式戦100試合以上に出場し、リーグ優勝を2度達成した。

### ノリッジ
2016年1月8日、220万ポンドでノリッジ・シティFCが獲得。

### ディナモ・ザグレブ復帰
2019年5月10日、ディナモ・ザグレブに3年契約で復帰。

### フォルトゥナ・シッタート
2021年8月10日、フォルトゥナ・シッタートにレンタル移籍。シーズン終了後、完全移籍となった。

## 代表歴
ユース年代から年代別のポルトガル代表に選ばれている。
2014年10月、フェルナンド・サントス監督がフランスとの親善試合、およびUEFA EURO 2016予選のデンマーク戦に参加するメンバーに選んだ。

## 所属クラブ
ユース
- ボアヴィスタFC 2006-2008
- FCポルト 2008-2009

プロ
- FCポルト 2009-2011

→ ジル・ヴィセンテFC 2009 (loan)
→ ヴィトーリア・セトゥーバル 2009-2010 (loan)
→ SCコヴィリャ 2010-2011 (loan)
- リオ・アヴェFC 2011-2012

→ UDレイリア 2011-2012 (loan)
- CFRクルジュ 2012-2013
- NKディナモ・ザグレブ 2013-2016
- ノリッジ・シティFC 2016-2019
- NKディナモ・ザグレブ 2019-2022

→ FCファマリカン 2020 (loan)
→ リオ・アヴェFC 2020-2021 (loan)
→ フォルトゥナ・シッタート 2021-2022 (loan)
- フォルトゥナ・シッタート 2022-

## タイトル
ディナモ・ザグレブ
- プルヴァHNL: 2013–14, 2014–15, 2015–16
- フルヴァツキ・ノゴメトニ・クプ: 2014–15, 2015–16

ノリッジ・シティFC
- EFLチャンピオンシップ: 2018–19